# Drobina (Sokół)
Drobina – część wsi Sokół w Polsce, położona w województwie mazowieckim, w powiecie garwolińskim, w gminie Sobolew.
W latach 1975–1998 Drobina administracyjnie należała do województwa siedleckiego.